# Écrire pour exister
Pour plus de détails, voir Fiche technique et Distribution.
Écrire pour exister (Freedom Writers) est un film dramatique américain écrit et réalisé par Richard LaGravenese, sorti en 2007. Il s’agit de l’adaptation du livre The Freedom Writers Diary d'Erin Gruwell et de ses élèves.  

## Contexte
L'histoire que raconte le livre d'Erin Gruwell et le film se situe à la suite des émeutes de 1992 à Los Angeles qui ont débuté le 29 avril 1992 après qu’un jury composé de blancs, d’un asiatique et d’un latino, a acquitté quatre officiers de police accusés d'avoir passé à tabac un automobiliste noir américain. En tout, entre cinquante et soixante personnes furent tuées durant ces émeutes. Les émeutes durèrent six jours, bien que les évènements les plus importants eussent lieu entre le soir du verdict et le troisième jour. Finalement, on dénombra entre cinquante et soixante morts et quatre mille arrestations et des dommages matériels s'élevant entre 800 millions et un milliard de dollars. Il y eut plus de 3 600 départs de feu, détruisant 1 100 bâtiments. Après un déploiement important de la police et de la garde nationale sur place, plusieurs milliers de personnes furent arrêtées, dont 36 % d'Afro-Américains, 52 % d'Hispaniques (Américains originaires d'Amérique latine) et 10 % d'Américains d'origine européenne non-hispanique.
En 1993, le calme revenu, les policiers auteurs des exactions furent finalement rejugés par un tribunal fédéral et condamnés à 30 mois de prison. Des violences ont aussi eu lieu à Seattle, Oakland, San Francisco, Las Vegas et San Diego pour la côte ouest, New York, Philadelphie et Atlanta pour la côte est, sans toutefois atteindre le degré des émeutes de Los Angeles.
À l’origine du premier procès, un citoyen afro-américain, Rodney Glen King, né le 2 avril 1965 à Sacramento (Californie). Le 3 mars 1991 à Los Angeles, il est arrêté par des policiers du Los Angeles Police Department (LAPD) lors d'un contrôle radar. Roulant à 160 km/h en état d'ébriété, il arrête néanmoins son véhicule. Cependant, il se débat, refuse de coopérer et agresse les quatre policiers présents qui se ruent alors sur lui et tentent de le maîtriser avec des matraques électriques. Devant la résistance de Rodney King, ils le rouent de coups. Son passage à tabac, d'une rare violence, fut filmé par un témoin vidéo amateur, George Holliday, un habitant du quartier environnant, qui prit à distance la majeure partie des faits. La vidéo qui en fut tirée et le procès qui s’ensuivirent furent largement médiatisés aux États-Unis. Le film dure au total neuf minutes et vingt secondes, dont sont extraites cent trois secondes montrant les agressions physiques des policiers. Cette séquence est reprise par les chaînes de télévision du monde entier, provoquant ainsi une indignation générale. Bryant « Pooh » Allen et Freddie Helms, passagers de la voiture de Rodney King, n'ont pas été battus par la police mais soumis à une violence morale, puisqu'ils ont été contraints d'assister impuissants au tabassage de leur ami. Vingt-quatre autres policiers étaient présents sur la scène du tabassage et ne sont pas intervenus. C’est donc le fait de l’acquittement des policiers et le sentiment d’injustice qui constituèrent les facteurs déclencheurs des émeutes de 1992 à Los Angeles.

## Synopsis
Erin Gruwell, jeune professeure d'anglais de 25 ans, fille d’un ancien militant des marches pour les droits civiques des afro-américains avant l’assassinat de son leader, le pasteur Martin Luther King, le 4 avril 1968, a choisi comme premier poste un lycée difficile de Long Beach à Los Angeles, un des quartiers les plus chauds de la côte ouest, aux surlendemains des émeutes raciales qui ont secoué la Californie.
Le rappel du contexte, effectué au début du film par un recours à quelques images d’archives de reportage et de journaux télévisés sur les émeutes de Los Angeles, permet de mieux prendre la mesure de l’engagement éducatif et de l’enthousiasme militant qui anime la jeune enseignante, pleine de détermination, d'espoir mais aussi de naïveté. Elle se donne à fond pour ses élèves, qui, quant à eux, plein de défiance vis-à-vis des américains blancs, commencent par l'ignorer superbement et par se regrouper dans la salle de classe selon les seuls critères qu’ils admettent et auxquels ils se soumettent, ceux des liens d’inféodation aux gangs, prêts à s'affronter au moindre prétexte. L'ambiance empire au fil des jours, en dépit des efforts sincères et maladroits d'Erin Gruwell, pour prendre en main cette classe d’élèves : notamment à partir du moment où elle décide de recomposer l’attribution des places dans sa salle de cours. Les élèves dont elle a la charge sont stigmatisés par leur passé social et judiciaire et sont considérés comme « irrécupérables » par la direction administrative du lycée, contrainte, à regret pour la réputation de leur établissement, de les admettre dans leur établissement en vertu de la politique d'affirmative action ou discrimination positive menée par les autorités fédérales américaines. Un incident mineur, une caricature raciste en circulation dans la classe, met finalement le feu aux poudres, donnant du même coup à Erin l'occasion d'ouvrir le dialogue avec les jeunes.
Avec tact et humour, et surtout, en constatant, à l'issue d'échanges et de devoirs que les élèves se montrèrent fascinés par l'Holocauste et la résistance qui eut lieu durant la Seconde Guerre mondiale dans les pays européens et en France en particulier, avec films, reportages et témoignages d'anciens rescapés de la Shoah qui se sont déplacés pour raconter à ces jeunes leur vécu, elle leur a apporté une légitimité, une identité… ils étaient enfin fascinés par les actes d'autres, indépendamment de leur appartenance groupusculaire.
Par ce biais, Erin parvient à fendre la glace et à instaurer avec la classe un vrai rapport de confiance, elle les respectait dans leurs souffrances. Pas à pas, à travers l'usage de la parole, des jeux puis de l'écriture, elle fait prendre conscience à ses élèves de la similitude de leur position sociale et culturelle, elle accompagne ses élèves dans une lente et délicate reconquête de leur amour propre, libérant en eux des forces, des talents et une énergie insoupçonnés… Bien qu'incomprise dans un premier temps, elle réussit finalement à enrayer les préjugés raciaux au sein de sa classe, parmi ses élèves. La preuve en est administrée lorsqu’une de ses élèves, Eva Benitez, témoigne à décharge d’un jeune afro-américain accusé à tort d’être à l’origine d’un homicide d’un jeune Cambodgien et à charge contre son ami Paco, remettant en cause ainsi sa fidélité et son inféodation à son gang pour faire prévaloir la justice.
Cette réussite encourageante, au lieu de rencontrer l’intérêt et les encouragements de la communauté éducative, soulève au contraire paradoxalement la franche hostilité des autres professeurs et le harcèlement tatillon auquel se livre Margaret Campbell, la proviseure adjointe du lycée, pour contrecarrer systématiquement les initiatives pédagogiques d’Erin. Animée par un fort ressentiment pour la jeune enseignante, Margaret Campbell, partisane d’une action purement disciplinaire à destination de ce type de public scolaire, va jusqu’à remettre en cause la compétence éducative d’Erin en dépit des succès manifestes qu’elle remporte.

## Fiche technique
- Titre original : Freedom Writers
- Titres français et québécois : Écrire pour exister
- Réalisation et scénario : Richard LaGravenese, d'après le livre The Freedom Writers Diary d'Erin Gruwell
- Musique : Mark Isham et Will.i.am
- Direction artistique : Laurence Bennett
- Décors : Peter Borck
- Costumes : Cindy Evans
- Photographie : Jim Denault
- Montage : David Moritz
- Production : Danny DeVito, Tracey Durning et Stacey Sher
- Sociétés de production : Paramount Pictures et MTV Films
- Sociétés de distribution : Paramount Pictures (États-Unis, Canada et France)
- Budget : 21 000 000 $ (15 410 000 €)
- Pays de production :  États-Unis
- Langue originale : anglais
- Format : couleur - 1,85:1 - 35 mm - DTS / Dolby Digital / SDDS
- Genre : drame et biopic
- Durée : 122 minutes
- Dates de sortie :
  - États-Unis et Canada : 5 janvier 2007
  - France : 14 mars 2007

## Distribution
- Hilary Swank (VF : Virginie Méry) : Erin Gruwell
- Patrick Dempsey (VF : Damien Boisseau) : Scott Casey
- Scott Glenn (VF : Bernard Tiphaine) : Steve Gruwell
- Imelda Staunton (VF : Hélène Otternaud) : Margaret Campbell
- April Lee Hernandez (VF : Laëtitia Lefebvre) : Eva Benitez
- Mario (VF : Emmanuel Garijo) : Andre Bryant
- Kristin Herrera (VF : Karl-Line Heller) : Gloria Munez
- Jaclyn Ngan : Sindy
- Sergio Montalvo : Alejandro Santiago
- Jason Finn (VF : Christophe Lemoine) : Marcus
- Deance Wyatt (VF : Donald Reignoux) : Jamal Hill
- Vanetta Smith : Brandy Ross
- Gabriel Chavarria : Tito
- Hunter Parrish (VF : Guillaume Légier) : Ben Daniels
- Antonio García : Miguel
- Giovonnie Samuels (VF : Dorothée Pousséo) : Victoria
- John Benjamin Hickey : Brian Gelford
- Robert Wisdom (VF : Saïd Amadis) : Dr. Carl Cohn
- Tim Halligan (VF : Hervé Bellon) : Le principal Banning
- Pat Carroll (VF : Arlette Thomas) : Miep Gies
- Will Morales (VF : Nathanel Alimi)[1] : Paco
- Armand Jones : Grant Rice

## Autour du film
- Le tournage a débuté le 12 décembre 2005 et s'est déroulé à Long Beach et Los Angeles, en Californie.
- Écrire pour exister marque la deuxième collaboration entre Hilary Swank et Patrick Dempsey, après Iron Jawed Angels en 2004.
- L'idée du film vient de Tracey Durning, une journaliste américaine, qui avait fait un documentaire sur Erin Gruwell pour la chaîne ABC. Tracey Durning fut nommée coproducteur exécutif du film.
- Vanetta Smith a été participante à l'émission pour les jeunes, Endurance en 2004-2005.

## Musique
- When The Ship Goes Down, interprétée par Cypress Hill
- Hip Hop Hooray, interprétée par Naughty by Nature
- Keep Ya Head Up (en), interprétée par Tupac Shakur
- Papa'z Song, interprétée par Tupac Shakur, Will Jennings, Joe Sample et Dean Evans
- Code of the Streets, interprétée par GangStarr
- Rebirth of Slick (Cool Like Dat) (en), interprétée par Digable Planets
- Listen!!!, interprétée par Talib Kweli
- Summer In The City, interprétée par The Lovin' Spoonful
- Officer, interprétée par The Pharcyde
- This Is How We Do It, interprétée par Montell Jordan
- A Dream, interprétée par Common et Will.i.am
- It's R Time, interprétée par Jeannie Ortega, Gemstar et Big Mato
- Change, interprétée par Darrius Garrett
- Colors, interprétée par Will.i.am
- Bus Ride, interprétée par Will.i.am
- Summer in the City, interprétée par Steve Boone, John Sebastian & Mark Sebastian

## Accueil

### Accueil critique
Sur l'agrégateur américain Rotten Tomatoes, le film récolte 70 % d'opinions favorables pour 126 critiques. Sur Metacritic, il obtient une note moyenne de 64⁄100 pour 29 critiques.
En France, le site Allociné propose une note moyenne de 2,3⁄5 à partir de l'interprétation de critiques provenant de 18 titres de presse.

## Distinctions

### Récompense
- Humanitas Prizes 2007 : meilleur film pour Richard LaGravenese

### Nomination
- NAACP Image Awards 2008 : meilleur scénario pour Richard LaGravenese

## Analyse
- Si vous ne connaissez pas le sujet, laissez ce bandeau (vous pouvez alors contacter les auteurs).
- Si vous supprimez le contenu mis en cause (vous pouvez préalablement contacter les auteurs),

argumentez précisément cette suppression dans la page de discussion
(un manque de référence n'est pas un argument ; une recherche réelle de référence doit avoir été effectuée, être formellement documentée).
Hymne à la tolérance, véritable reconnaissance de la valeur de l’action socialisatrice de l’école là où les familles ont été défaillantes, Écrire pour exister rappelle aux spectateurs que malgré toutes les différences, les hommes sont capables de travailler ensemble pour construire un monde d'amour, plus juste, plus tolérant et en même temps plus rationnel, ouvert à l’idée d’œuvrer au démantèlement les discriminations étant raciale, socio-culturelle et au progrès social. Cette perspective montre clairement la voie de la morale socialisatrice à suivre pour se débarrasser des conditionnements de la ségrégation afin de créer un environnement sain où chacun, libéré du contrôle social étroit exercé par son groupe social d’appartenance, peut s'épanouir librement, sans peur des préjugés, de la coercition et des représailles exercée par les groupes sociaux d’appartenance qui se sentent trahis. Il apporte un éclairage sur les enjeux de l’acte de création, particulièrement exigeant, que représente une action socialisatrice à destination d’un public scolaire sinistré sur le plan familial, au départ déviant, voire délinquant, à l’avenir désespérément limité, souffrant d’un besoin de « resocialisation », condition nécessaire à la réussite d’une future intégration sociale.